# Nomada okubira
Nomada okubira är en biart som beskrevs av Kazuhiko Tsuneki 1973. Nomada okubira ingår i släktet gökbin, och familjen långtungebin. Inga underarter finns listade i Catalogue of Life.